# فرودگاه شنیکو رنچ
فرودگاه شنیکو رنچ (به انگلیسی: Shaniko Ranch Airport) یک فرودگاه خصوصی است که یک باند فرود چمن دارد و طول باند آن ۹۴۴ متر است. این فرودگاه در کشور ایالات متحده آمریکا قرار دارد و در ارتفاع ۱۰۰۵ متری از سطح دریا واقع شده است.